# Lelese (gmina)
Lelese – gmina w Rumunii, w okręgu Hunedoara. Obejmuje miejscowości Cerișor, Lelese, Runcu Mare i Sohodol. W 2011 roku liczyła 406 mieszkańców.